# 岩室村

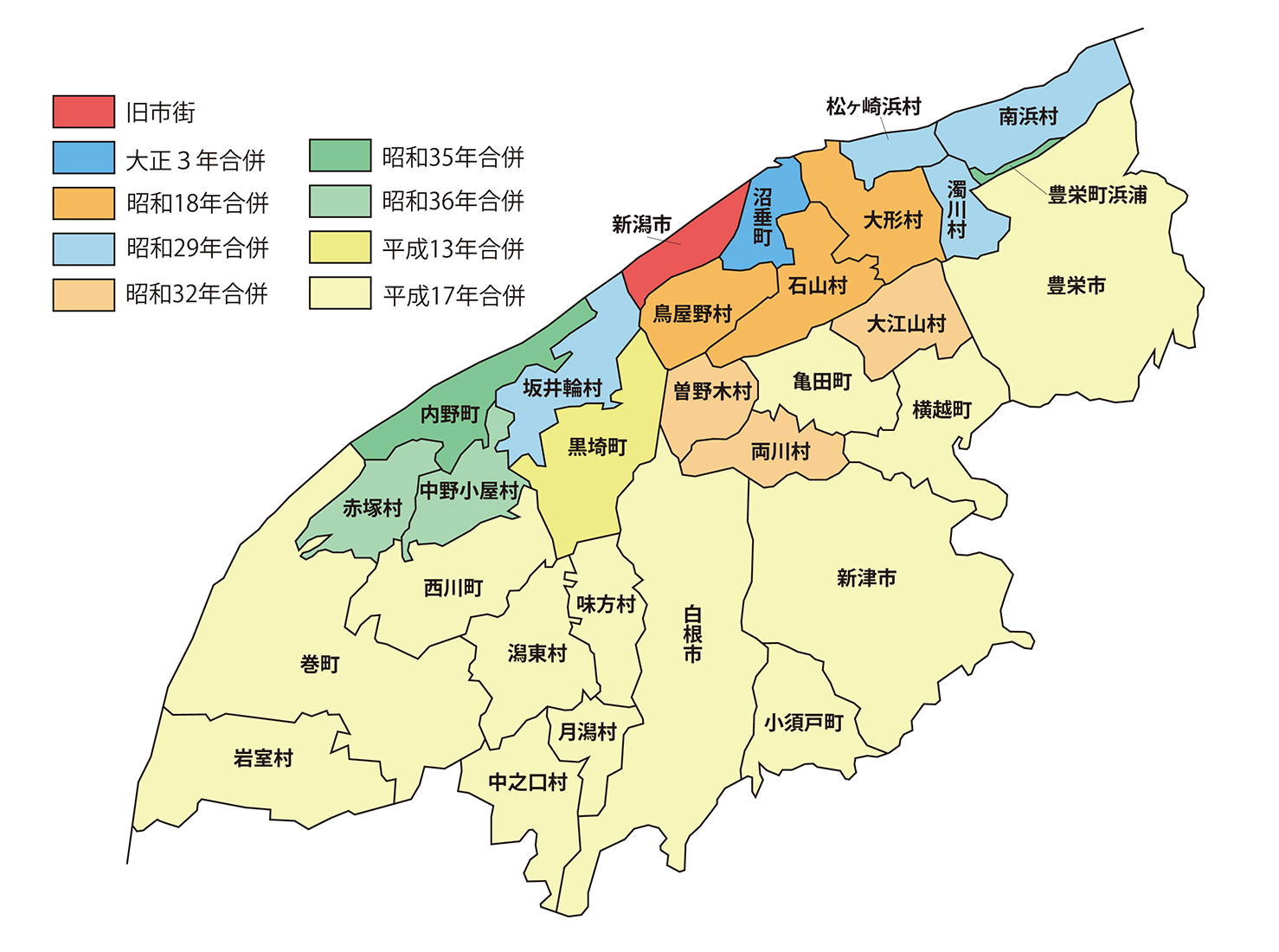
新潟市の合併市町村

岩室村（いわむろむら）は、かつて新潟県西蒲原郡にあった日本海に面した村。2005年3月21日に新潟市との編入合併によって消滅し、現在は新潟市の政令指定都市移行により西蒲区の一部となっている。
以下の記述は合併直前当時の旧岩室村に関しての記述であり、現在では名称等が異なる場合がある。なお、ここに記述されていない内容に関しては西蒲区#岩室地区などの記事を参照。

## 概要
岩室温泉を有する岩室は北国街道や彌彦神社参道の宿場としての機能を持ち、近世より多くの参拝客で賑わった。また、西川沿いの和納は舟運の拠点となっていた。
吉田町への通勤率は11.4%・巻町への通勤率は10.3%（いずれも平成12年国勢調査）。

## 地理
- 山： 弥彦山、多宝山
- 河川： 西川

## 歴史
- 1889年（明治22年）4月1日 - 町村制施行にともなう合併により、岩室村、石瀬村、船越村、和納村、間瀬村、鴻ノ巣村が発足。

| 岩室村   | 岩室村、橋本村、尻引村、田子島村、樋曽村                                                                                     |
| 石瀬村   | 石瀬村、金池原新田 |
| 船越村   | 久保田村、南谷内村、猿ヶ瀬村、夏井村、北野村、西中村、高畑村、西船越村、油島村、新谷村、横曽根村、西長島村、潟上村、植野新田 |
| 和納村   | 高橋村、富岡村、上和納村、下和納村、津雲田村、安尻村                                                                         |
| 鴻ノ巣村 | 鴻ノ巣村、本町村、原村 |

※間瀬村（当初 三島郡、1896年（明治29年）から西蒲原郡）は合併せず独立。
- 1901年（明治34年）11月1日 - 合併により、岩室村と和納村が発足。

| 岩室村 | 岩室村、石瀬村、船越村       |
| 和納村 | 和納村、鴻ノ巣村（本町、原） |

- 1955年（昭和30年）3月28日 - 岩室村と間瀬村が合併し岩室村となる。
- 1960年（昭和35年）1月20日 - 岩室村と和納村が合併し岩室村となる。
- 1960年4月1日 - 下和納、安尻を巻町へ分離。
- 1960年4月 - 鴻ノ巣、本町を吉田町へ分離。

### 市町村合併
- 2005年3月21日、新潟市に編入合併した。
  - 詳細は新潟市の行政区域の変遷を参照。

## 地域
岩室村は、合併した村名を継承する以下の大字で構成される。
岩室（いわむろ）
1889年（明治22年）まであった岩室村の区域。
橋本（はしもと）

1889年（明治22年）まであった橋本村の区域。現在の新潟市西蒲区橋本。
樋曽（ひそ）

1889年（明治22年）まであった樋曽村の区域。現在の新潟市西蒲区樋曽。
栄（さかえ）
1889年（明治22年）まであった尻引村と田子島村の区域。1967年（昭和42年）に統合。

## 産業
- 間瀬銅山 - 1701年（元禄14年）に採掘が始まり、1921年（大正10年）に閉鉱した。銅の精錬は明治維新まで住友家が独占していた。純良で伸暢に富む緋色銅を豊富に産出し、燕町の銅器製造を大いに助けた[6]。

### 漁業
- 間瀬漁港

## 文化
- 岩室甚句

## 交通

### 鉄道
- 東日本旅客鉄道（JR東日本）
  - 越後線 - 岩室駅

### 道路
- 国道116号
- 国道402号
- 国道460号
- 新潟県道2号新潟寺泊線
- 新潟県道55号新潟五泉間瀬線
- 新潟県道223号石瀬吉田線
- 新潟県道374号五千石巻新潟線
- 新潟県道561号弥彦岩室線

## 名所・旧跡・観光
- 岩室温泉[7]
- 多宝温泉
- 田ノ浦温泉
- 間瀬海水浴場（下山、田ノ浦）[7]
- 天神山城跡
- 越後七浦観音[7]
- 夏井のハザ木[7]
- 払川ホタル[7]
- 越後七浦シーサイドライン[7]
- 弥彦山スカライン[7]